# Stanisław Zieliński (pisarz)
Stanisław Zieliński (ur. 25 kwietnia?/8 maja 1917 w Kijowie, zm. 14 sierpnia 1995 w Warszawie) – polski pisarz.

## Życie i działalność
Urodził się w rodzinie Stanisława (1875–1954), polityka, dyplomaty, i Ksawery z Gniewoszów (1884–1969). Absolwent Gimnazjum im. Stanisława Staszica w Warszawie (1936). Studiował na Wydziale Prawa UW.
Uczestnik kampanii wrześniowej 1939, jeniec stalagów. W latach 1945–1947 oficer II Korpusu Polskiego, oficer łącznikowy Misji Polskiej w Niemczech (1946–1947). Od 1947 do śmierci mieszkał w Warszawie.
Zadebiutował w 1948 w „Kuźnicy”. We jego wczesnej twórczości dominowała tematyka II wojny światowej. Od połowy lat pięćdziesiątych Zieliński tworzył krótkie opowiadania w groteskowym nastroju, a także felietony na tematy literackie, publikowane w kolejnych tomach pod tytułem Wycieczki balonem. W powieści Kiełbie we łbie występują wątki autobiograficzne.
W 1953 otrzymał Nagrodę Państwową III stopnia. Był członkiem Komitetu Nagród Państwowych w latach 1984–1987 oraz Rady Literacko-Wydawniczej przy Ministrze Kultury i Sztuki (od 1979). 
W 1963, jako redaktor warszawskiej „Kultury” wziął udział w medialnej nagonce na przebywającego wówczas w Berlinie Gombrowicza, pisząc paszkwilanckie w swej wymowie artykuły. Poprzedzały one nieautoryzowany wywiad z Gombrowiczem przeprowadzony przez Barbarę Witek Swinarską (TW Krystyna). Zapoczątkowały akcje służb reżimu PRL zniesławiającą pisarza. 

## Współpraca ze Służbą Bezpieczeństwa PRL
Według archiwów IPN od września 1969 (a wcześniej nieformalnie) zarejestrowany jako TW Stanisław przez Służbę Bezpieczeństwa. Pozostała bogata dokumentacja wskazuje na wysoką szkodliwość TW, inwigilację m.in. środowiska ZLP, redakcji warszawskiej „Kultury”.
Zmarł w Warszawie, pochowany na cmentarzu Powązkowskim (kwatera 108-2-6).

## Twórczość
- Dno miski (1949, 1953),
- Przed świtem (1949, 1951),
- Ostatnie ognie (1951, 1953),
- Jeszcze Polska (1953, 1954, 1955),
- Dobry sąsiad Świszczyk (1953),
- Czerwone i złote (1954),
- Kalejdoskop (1955, 1959),
- Stara szabla (1957, 1965),
- Statek zezowatych (1959, 1960),
- W stronę Pysznej (wspólnie z Wandą Gentil-Tippenhauer[a][9] – 1961, 1973, 1976, seria „Naokoło świata”, 1987, 2008),
- Hulki babulki. Anegdoty i obrazki (1961),
- Kosmate nogi (1962),
- Opowiadania (1962),
- Wycieczki balonem (nr 1 1962, nr 2 1964, nr 3 1967, nr 4 1971, nr 5 1976, nr 6 1978),
- Kiełbie we łbie (1963, 1964, 1968),
- Sny pod Fumarolą (1969, 1987),
- We mgle wrześniowej (1974, 1980),
- Spirytus z tureckim pieprzem (1974, 1979),
- Lot Werminii (1982),
- Oszustwo komunikacyjne (1983),
- Listy z Amerdagandy (1988).

## Ordery i odznaczenia
- Krzyż Oficerski Orderu Odrodzenia Polski
- Krzyż Kawalerski Orderu Odrodzenia Polski (11 lipca 1955)[10]
- Medal 30-lecia Polski Ludowej
- Medal 40-lecia Polski Ludowej
- Medal 10-lecia Polski Ludowej (19 stycznia 1955)[11]
- Srebrny Medal „Za zasługi dla obronności kraju”
- Brązowy Medal „Za zasługi dla obronności kraju”
- Medal Komisji Edukacji Narodowej